# ریچارد هایدن
ریچارد هایدن (انگلیسی: Richard Haydn؛ ۱۰ مارس ۱۹۰۵ – ۲۵ آوریل ۱۹۸۵) هنرپیشه و کارگردان اهل بریتانیا بود. وی بین سال‌های ۱۹۳۸ تا ۱۹۸۵ میلادی فعالیت می‌کرد.
از فیلم‌هایی که وی در آن نقش داشته‌است، می‌توان به اشک‌ها و لبخندها، توپ آتش، فرانکنشتاین جوان، ماجرا و هرگز رهایم مکن اشاره کرد.

## مرگ
هایدن در ۲۵ آوریل ۱۹۸۵ در سن ۸۰ سالگی بر اثر حمله قلبی درگذشت. جسد او در خانه اش در پاسیفیک پالیسیدز، کالیفرنیا، پیدا شد و به دانشگاه کالیفرنیا، لس آنجلس اهدا شد.